# Acomys kempi
Acomys kempi е вид бозайник от семейство Мишкови (Muridae).

## Разпространение
Видът е разпространен в Етиопия, Кения, Сомалия и Танзания.